# The Runaway (film 1926)
The Runaway è un film muto del 1926 diretto da William C. de Mille che aveva come interpreti Clara Bow, Warner Baxter, William Powell, George Bancroft, Edythe Chapman.
La sceneggiatura di Albert S. Le Vino si basa su The Flight to the Hills, romanzo di Charles Neville Buck pubblicato a Garden City (New York) nel 1926.

## Trama
Cynthia Meade è una giovane attrice che cerca di fare carriera con l'aiuto di Jack Harrison. Mentre stanno lavorando ad un film in Tennessee, Jack viene colpito accidentalmente da un colpo di pistola: pensando che sia morto e conscia di non poter provare la propria innocenza, Cynthia fugge via ma poi si rende conto di non sapere dove andare. Mentre sta in mezzo a una strada, la trova Wade Murrell, un montanaro del Kentucky, che l'aiuta ad attraversare il confine di stato e a lasciare il Tennessee. L'uomo la ospita a casa sua, ma la cosa non passa inosservata. Tra le montagne del Kentucky, non sono rare le faide tra famiglie rivali: Lesher Skidmore, il capo di un clan nemico dei Murrell, denuncia l'arrivo tra di loro di quella che definisce una donna di facili costumi, ma Wade difende la sua protetta dagli aggressori. Cynthia si accorge che Wade sta cominciando a innamorarsi; per evitare che il sentimento prevalga, progetta di andarsene. Ma, prima della sua partenza, arriva il redivivo Jack. Il giovane diventa amico di Wade di cui poi salva la vita durante uno scontro con Skidmore. Jack chiede a Cynthia di tornare con lui e di sposarlo. Wade sembra non opporsi a quella soluzione, ma Cynthia, all'ultimo minuto, decide che è proprio Wade ad essere l'uomo giusto per lei.

## Produzione
Il film fu prodotto dalla Famous Players-Lasky Corporation con il titolo di lavorazione The Flight to the Hills.

## Distribuzione
Il copyright del film, richiesto dalla Famous Players-Lasky Corp., fu registrato il 6 aprile 1926 con il numero LP22576.
Negli Stati Uniti, il film - presentato da Jesse L. Lasky e Adolph Zukor - fu distribuito dalla Paramount Pictures che lo fece uscire nelle sale il 5 aprile 1926. Il 7 ottobre 1929, venne distribuito in Finlandia; in Portogallo, con il titolo A Fugitiva, fu presentato il 14 luglio 1930. In Brasile, fu ribattezzato Ou Dinheiro ou Amor, in Polonia Ucieczka, in Spagna La fugitiva e in Svezia Sminkade läppar.
Non si conoscono copie ancora esistenti della pellicola che viene considerata presumibilmente perduta.